# دو عاشق
دو عاشق (به انگلیسی: Two Lovers) فیلم رمانتیک آمریکایی، به کارگردانی جیمز گری، محصول سال ۲۰۰۸ میلادی و اقتباسی از داستان کوتاه «شب‌های روشن»، به نویسندگی فیودور داستایفسکی است.
دو عاشق ابتدا در جشنواره فیلم کن ۲۰۰۸ اکران شد و سپس در ۱۳ فوریهٔ ۲۰۰۹، بر روی پرده رفت.